# Dagny (nome)
Dagny  è un nome proprio di persona danese, svedese e norvegese femminile.

## Varianti in altre lingue
- Islandese: Dagný
- Lituano: Dagnija[1]
- Norreno: Dagný[1]
- Varie: Dagney[2]

## Origine e diffusione
Deriva dal nome norreno Dagný, composto dai termini dagr ("giorno", presente anche in Dag, Dagmar, Dagfinn e Dagoberto) e ný ("nuovo", da cui anche Signy); il significato può quindi essere interpretato come "nuovo giorno".

## Persone
- Dagny Knutson, nuotatrice statunitense
- Dagny Norvoll Sandvik, conosciuta semplicemente come Dagny, cantante norvegese

### Variante Dagný
- Dagný Brynjarsdóttir, calciatrice islandese

## Il nome nelle arti
- Dagney è un personaggio del film del 1995 Cosa fare a Denver quando sei morto, diretto da Gary Fleder.